# Jonathan Delisle
Joseph Jonathan Delisle (Sainte-Anne-des-Plaines, 30 giugno 1977 – Beauceville, 16 marzo 2006) è stato un hockeista su ghiaccio canadese, di ruolo ala destra.

## Carriera
Scelto dai Montréal Canadiens al draft 1995, giocherà un solo incontro in NHL, il 21 ottobre 1998 contro gli Ottawa Senators. Trascorrerà la maggior parte della sua carriera in American Hockey League (con i Fredericton Canadiens e i Quebec Citadelles) e in Central Hockey League (coi New Mexico Scorpions), prima di trasferirsi, nel 2002, in Europa, dove vestì la maglia dei britannici Bracknell Bees nell'ultima stagione della Ice Hockey Superleague.
Fece ritorno in patria già nel 2003 dove vestì la maglia dei Saint-Georges Garaga in Quebec Semi-Pro Hockey League (dalla stagione successiva rinominata Ligue Nord-Américaine de Hockey). Rimase a Saint-Georges anche quando la squadra, nel 2005, venne ribattezzata Saint-Georges CRS Express.

### La morte
Il 16 marzo 2006 si trovava a bordo di un'automobile guidata dal compagno di squadra Carl Paradis assieme ad un altro compagno, Frédéric Vermette. Paradis perse il controllo dell'auto a causa della strada parzialmente ghiacciata, e l'auto si scontrò con un camion che proveniva dalla direzione opposta. Delisle morì sul colpo, i suoi compagni rimasero gravemente feriti.